# Le Legs (Maupassant)
Pour les articles homonymes, voir Legs (homonymie).
Le Legs est une nouvelle de Guy de Maupassant parue en 1884.

## Historique
Le Legs est initialement publiée dans le quotidien Gil Blas  du 23 septembre 1884.

## Résumé
N'ayant pas d'héritiers directs, Paul-Émile-Cyprien Vaudrec a légué toute sa fortune à Mme Claire-Hortense Serbois. Dans l'étude du notaire, M. Serbois demande à réfléchir...
Après un long débat M. Serbois accepte mais Mme Claire-Hortense Serbois doit partager la moitié de sa fortune avec M. Serbois 

## Éditions
- 1884 -  Le Legs, dans Gil Blas
- 1884 -  Le Legs, dans l'hebdomadaire Le Voleur du 23 octobre 1884
- 1956 -  Le Legs, dans Contes, édition établie par Albert-Marie Schmidt, Albin Michel
- 1979 -  Le Legs, dans Maupassant, Contes et nouvelles, tome II, texte établi et annoté par Louis Forestier, Bibliothèque de la Pléiade, éditions Gallimard.